# Larry Schneider
Lawrence „Larry“ Schneider (* 26. Juli 1949 auf Long Island/New York) ist ein US-amerikanischer Saxophonist und Flötist des Modern Jazz.

## Leben und Wirken
Schneider studierte Biologie an der Brandeis University in Massachusetts und spielte nebenher in verschiedenen Rhythm-&-Blues- und Jazzgruppen. Im Alter von einundzwanzig Jahren ging er nach New York City, um sich ganz der Musik zu widmen. Er arbeitete dort Mitte der 1970er Jahre mit Billy Cobham, im Thad Jones/Mel Lewis Orchestra, den Pianisten Horace Silver und Bill Evans (Affinity, 1978), Richard Sussman und im Quartett von Jim McNeely.
In Europa nahm Schneider an den Jazzfestivals von Berlin und Paris, Montreux und Antibes teil und spielte Aufnahmen u. a. mit The George Gruntz Concert Jazz Band, Shivananda, Andy LaVerne, Richie Beirach, Jim McNeely, Dave Stryker, Mike Richmond, Steve LaSpina, Billy Hart, Keith Copeland, Adam Nussbaum und Anton Fig ein. 1987 nahm er mit einem gemeinsam mit Diederik Wissels geleiteten Quartett (mit Hein van de Geyn und Mimi Verderame) in Brüssel das Album Milanka (Timeless Records) auf. Ab Ende der 1980er Jahre folgte eine Reihe von Alben unter eigenem Namen für SteepleChase Records und Label Bleu.
Mit Daniel Humair, François Méchali und dem Kammerorchester Ars Nova nahm er 1992 das Album Détachement d’orchestre auf; später arbeitete er mit dem Pianisten Giacomo Aula. Im Bereich des Jazz war er zwischen 1974 und 2012 an 69 Aufnahmesessions beteiligt.